# Timocrate (storico)
Timocrate (fl. I secolo) è stato uno storico greco antico.

## Biografia
Di lui non si sa pressoché nulla. È citato da Diogene Laerzio (VII, 1, 2), che gli attribuisce una Vita di Dione (dedicata a Dione di Siracusa):  ὡς Τιμοκράτης ἐν τῷ Δίωνι, "così Timocrate nel Dione".
Timocrate appare nella raccolta di storiografi che Felix Jacoby inserisce nel suo Die Fragmente der griechischen Historiker (FGrHist).
Jacoby ipotizza che possa trattarsi di Timocrate di Eraclea Pontica, neosofista vissuto nel I secolo d.C.

## Opere
- (DE, GRC) Felix Jacoby, Timokrates (563), in Die Fragmente der griechischen Historiker, Berlino, Weidmann, 1923-1958.
- Die Fragmente Der Griechischen Historiker: Continued. Biography and antiquarian literature. Biography. Imperial and Undated Authors, edd. G. Schepens, Felix Jacoby, Jan Radicke, Leiden, Brill, 1999 pp. 32-36 (riedizione critica, con trad. inglese e commento).